# Daniel Hannan
Daniel Hannan (n. 1 septembrie 1971, Lima, Peru) este un om politic britanic, membru al partidul Conservator.
A fost deputat al parlamentului European din 1999 din partea Regatului Unit și reales de la 2014.

## Legături externe

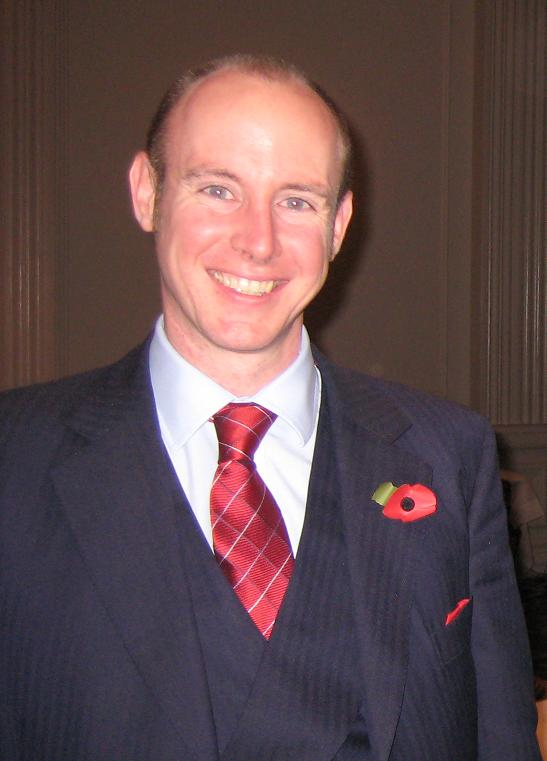
Daniel Hannan MEP